# Люцій Лівій Андронік
Люцій Лівій Андронік — поет, перекладач (з грецької на латину) і засновник епічної та ліричної поезії стародавніх римлян.

## Біографія
Народився близько 280 року до н. е. в Таренті, де навчився грецької мови; 272 році до н. е. захоплений у рабство при здобутті міста римлянами і з того часу належав сенаторові Лівію, від якого отримав своє ім'я. Лівій Андронік був учителем і, оскільки у греків початкова освіта будувалася на пояснювальному читанні, а першим текстом, з якого починав учень, був гомерівський епос, він майстерно виховав доручених йому дітей і був звільнений. Так полонений грек став вільновідпущеним, римським громадянином. Незабаром створив відповідний латинський текст, спрощено здійснив вільний переклад латинською мовою гомерівського епосу. Ймовірно, першим почав працювати і писати для римської сцени, здійснюючи переробки грецьких трагедій і комедій на сюжети давньогрецької міфології, особливу увагу Лівій приділяв троянському циклу, міфологічно пов'язаному з Римом. У здійснюваних ним виставах Лівій Андронік одночасно виконував ролі актора, танцюриста, співака і музиканта. Помер в 204 році до н. е., а за два роки до смерті, 206 р. до н. е., на його честь було створено при храмі Мінерви гільдію акторів і письменників.

## Примітивність театральної культури римлян

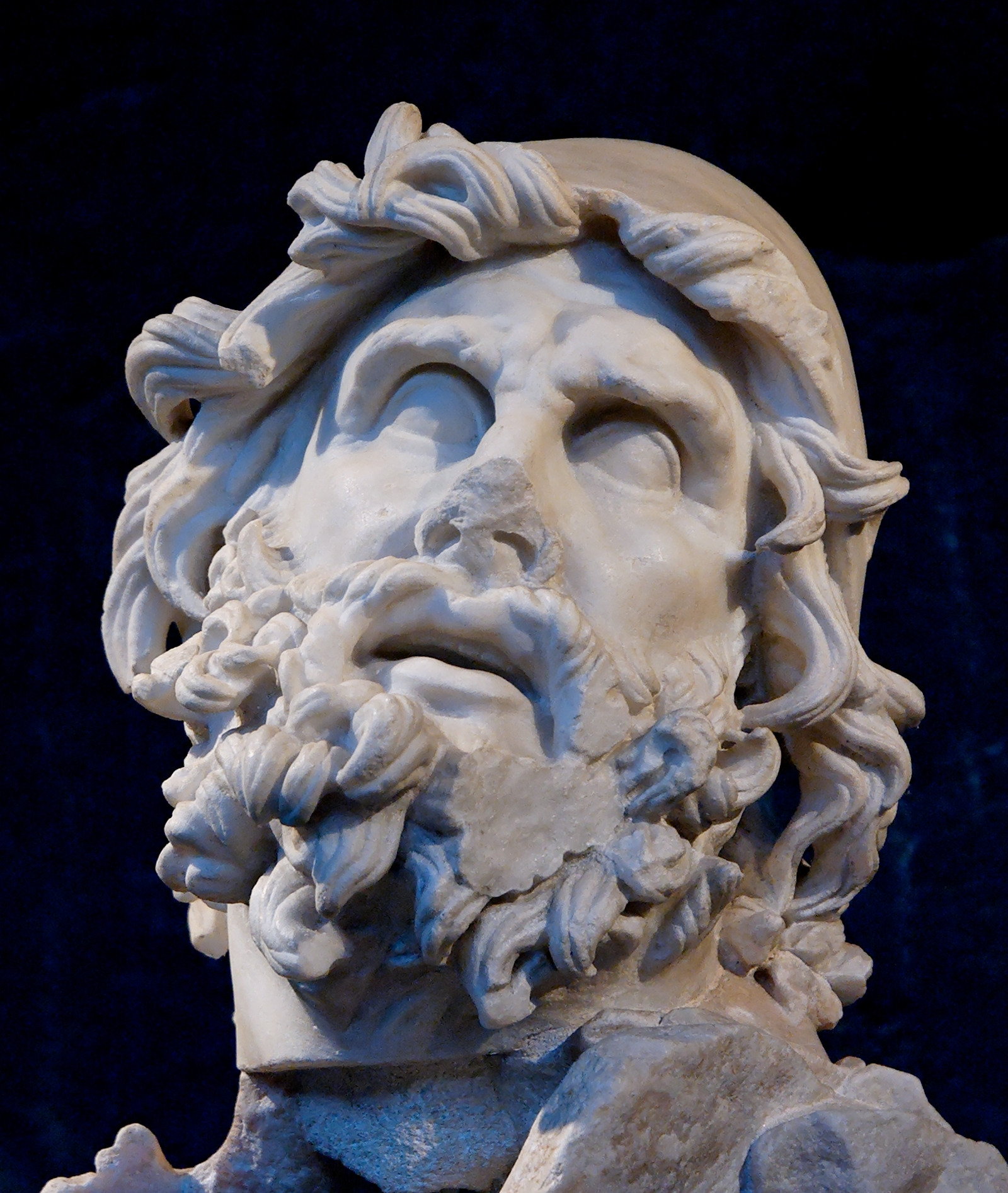
Голова скульптури Одісея, Сперлонга, Національний археологічний музей.

Театральна культура римлян на той час (четверте — третє століття до н. е.) відрізнялась примітивністю і нерозвиненістю в порівнянні з театральною культурою стародавніх греків.
Греки настільки кохалися в театрі, що розпочали будувати театральні споруди таких розмірів, щоби в глядацькій залі могли зібратися усі мешканці поліса. Ці настанови були перенесені і в численні грецькі колонії. В Афінах існувала навіть особлива грецька благодійність. Зібрані на благодійність гроші роздавали бідноті не на одержання харчів, а на відвідини театральних вистав. За майстерну декламацію віршів Гомера полонених греків з іншого полісу-держави могли відпустити з полону. Театральні вистави в грецьких полісах набули виховних, сакральних, державницьких функцій і стали в рівень з формотворчою, життєвою необхідністю.

## Прищеплення Риму театральної традиції греків
Театральна культура римлян того ж часу не просунулась далі виконання вуличних куплетів і грубих вуличних же сценок та танців. Театральної драматургії і текстів — практично не існувало. У третьому столітті до н. е. римські вояки здобули грецькі поліси на півдні Апеннінського півострова (Велика Греція) і близько стикнулися з розвиненою театральною культурою полоненого народу. Схильність обмежено запозичувати у полонених народів їх традиції торкнулася і театральних традицій стародавніх греків, хоча це відбулося не одразу.
241 року до н. е. войовничий Рим здобув перемогу в Першій Пунічній війні. Низка запланованих свят вперше була прикрашена і театральною виставою. Для її здійснення і запросили грека Андроніка, що був вимушений взяти ім'я свого рабовласника і став Люцієм Лівієм Андроніком. Він адаптував текст одної з римських трагедій і створив виставу. Рік оприлюднення цієї вистави і почали вважати запровадженням театральної традиції римлян. Так, в Римі вперше оприлюднили повноцінний театральний твір. Але перше відкрите зіткнення з надбанням грецької культури не віталося, бо влада Рима боялась театру грецького зразка. Римський театр розпочався з обмежень. Для театральних вистав дозволили використовувати невеликі і тимчасові споруди тільки з деревини. Перша постійна театральна споруда буде вибудована в Римській імперії лише 55 року до н. е. Театральна зала римських театрів швидко перетворилась на арену ідеологічної і політичної боротьби. В глядацькій залі римських театрів йшла запекла боротьба як між прихильниками окремих акторів, так і політичних партій. Були випадки, коли в глядацьких залах тривали бійки. Відомо, що одна бійка в театральній залі розпалила навіть імператора. Не залишився осторонь і імператор Нерон, що кидав зі своєї ложі каміння в глядачів, як це робили і відвідувачі театру.
Римський театр ніколи не посів того ж місця в житті Римської імперії, як то було в грецьких полісах. Адже театральна традиція була штучно перенесена в інше культурне середовище, в умови велетенської держави, в ідеологічно інше середовище жорстоких і войовничих загарбників, далеких від ідеалів полісного світогляду греків. Римський театр стає надбанням еллінізованої та освіченої римської еліти, тобто суспільної меншини. Головне місце посіли жорстокі гладіаторські бої і арени для їх проведення, що вкрили Римську імперію. Під час гладіаторських боїв глядачі масово кидали римські театри.
В роки правління імператора Нерона, що і себе вважав великим актором, римське суспільство пережило деяке пожвавлення зацікавленості в театрі. Але споруди за сценою театру в Помпеях — перебудували на репетиційний двір школи гладіаторів, добудували гладіаторські казарми з низкою малих комор, де мешкали ці актори-смертники. Смаки римської публіки не відрізнялися культурою. Зберігся гіркий опис римського драматурга Теренція про провал його вистави-комедії «Свекруха». Коли натовп в театрі почув, що неподалік «будуть гладіатори, скочив з лайками і штовханиною, полетів з криками, аби битися за найкращі місця».

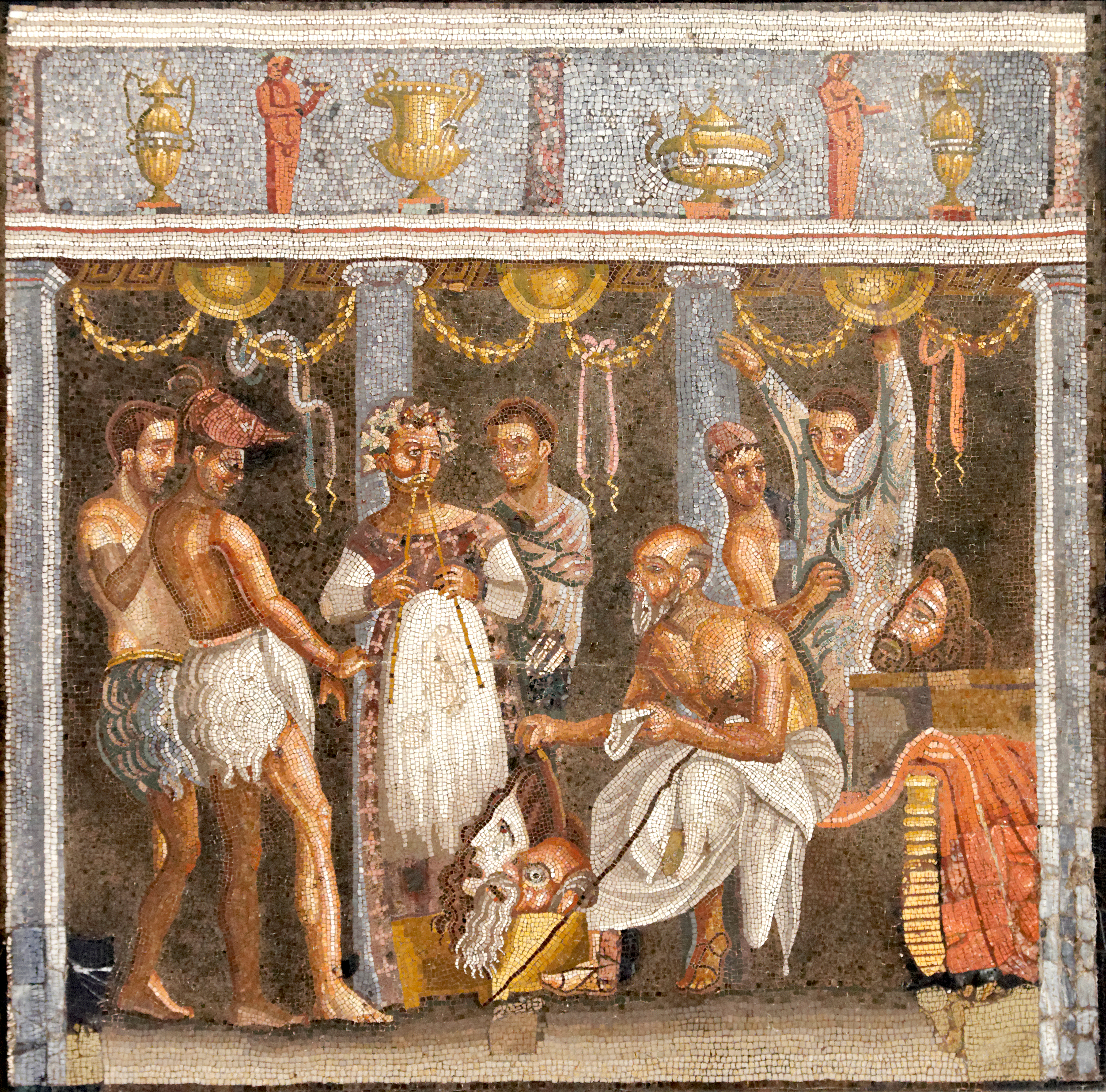
Римська мозаїка зображає акторів (Будинок трагічного поета, Помпеї)
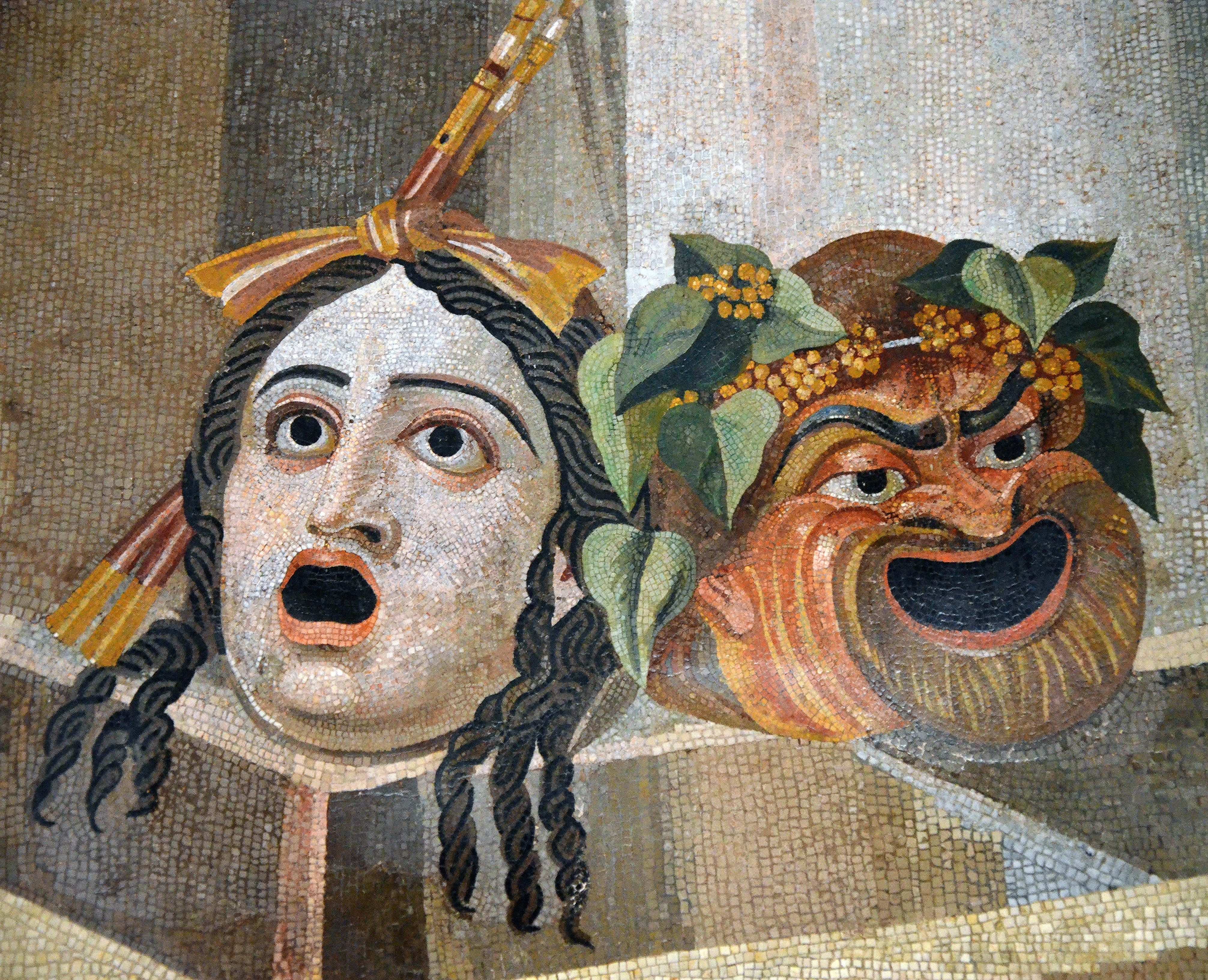
Мозаїка. Римські маски. 2 століття, Капітолійські музеї, Рим
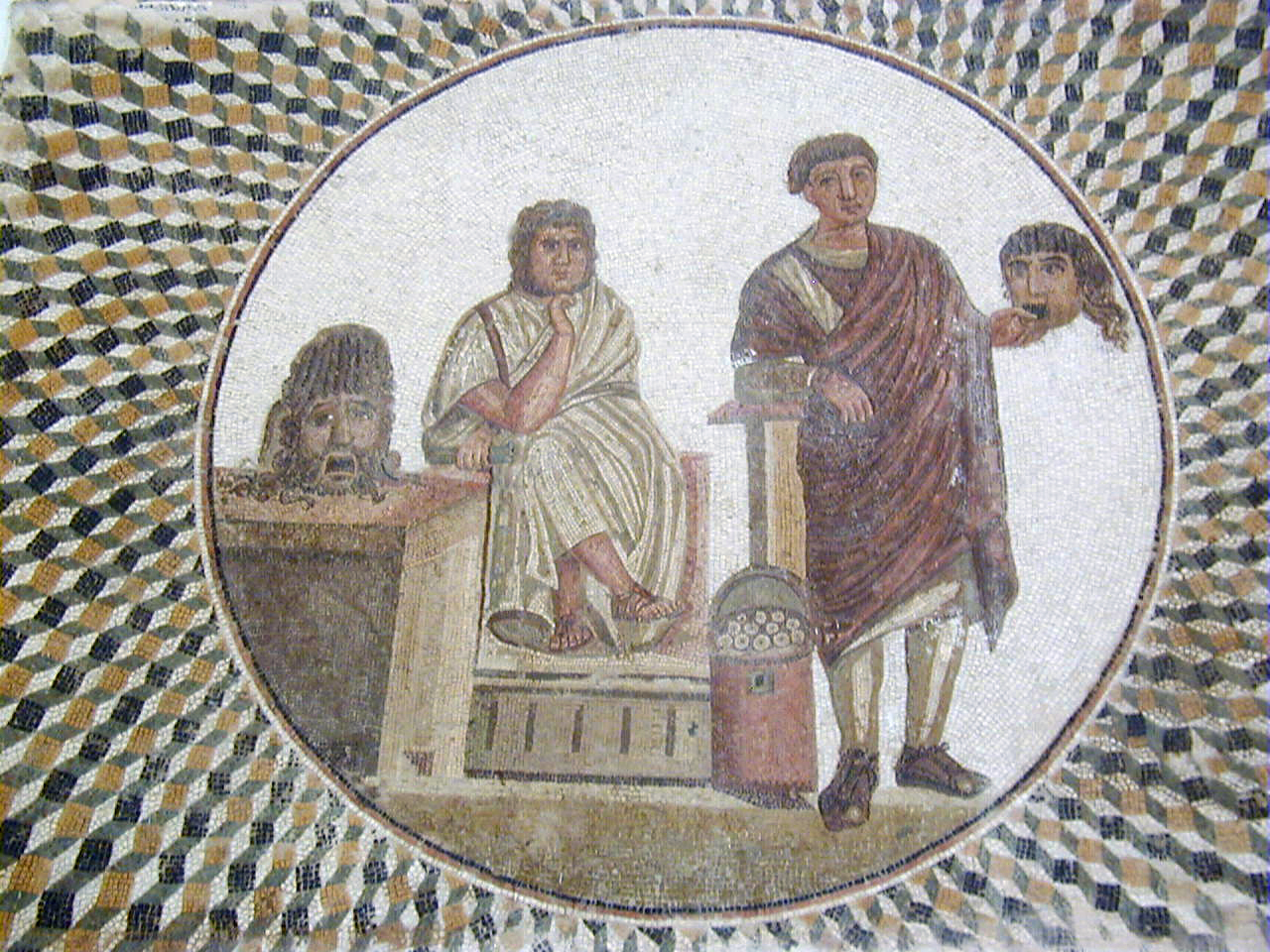
Мозаїка. Сус, Туніс
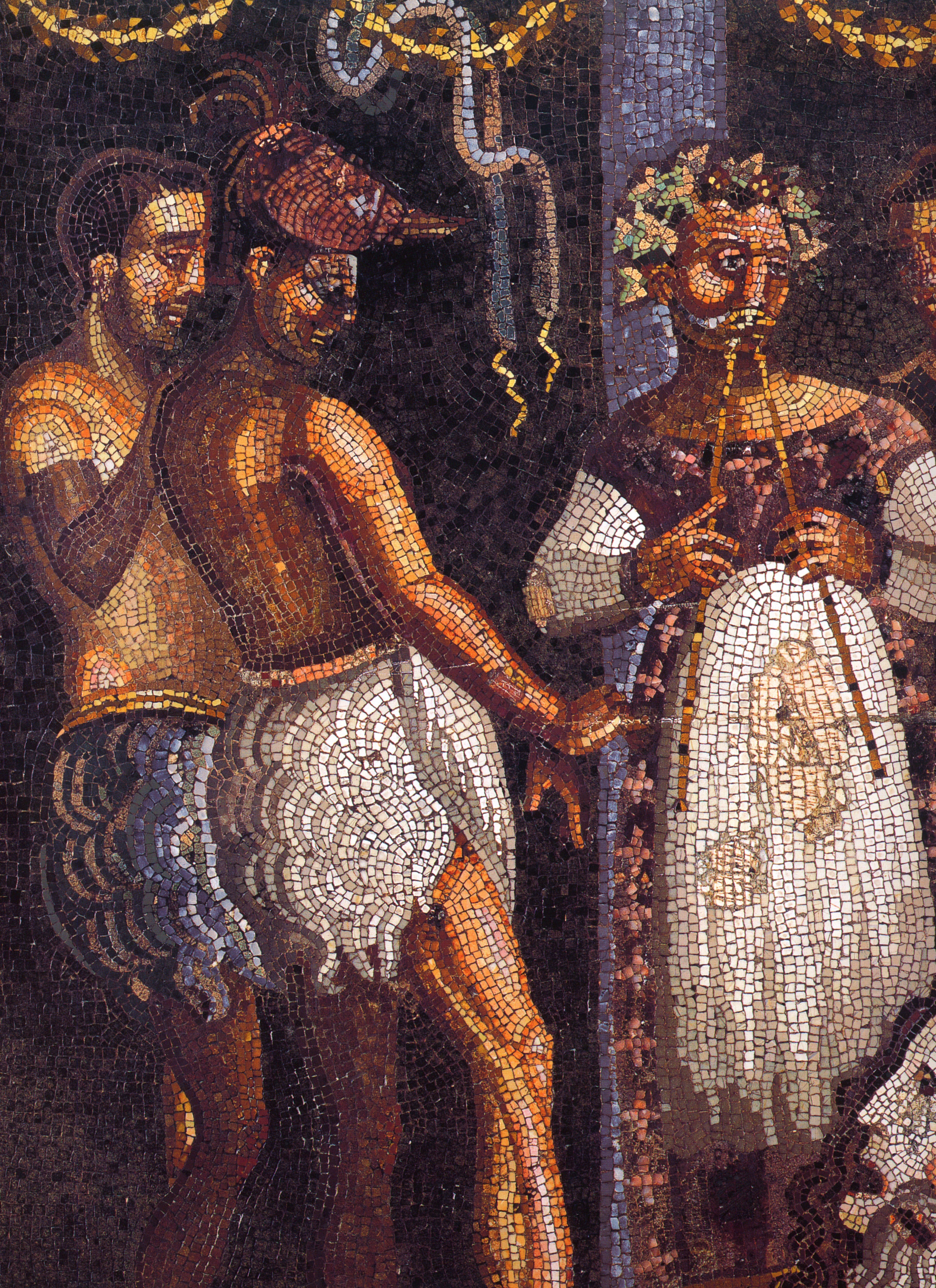
Актори в театральному вбранні, мозаїка Будинку поета трагедій, фрагмент. Помпеї
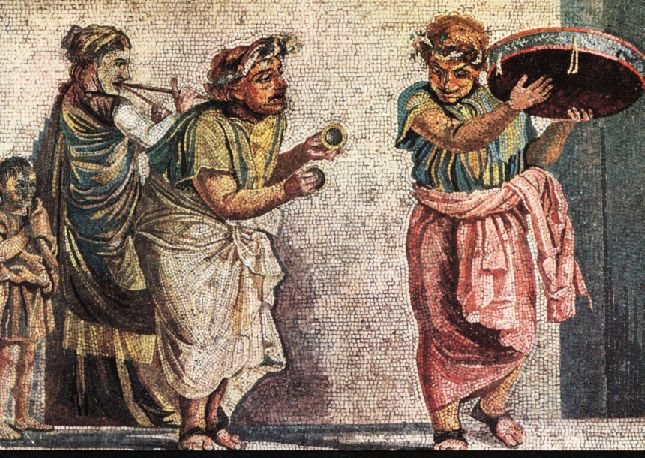
Музиканти, мозаїка з Помпей, Національний археологічний музей (Неаполь)
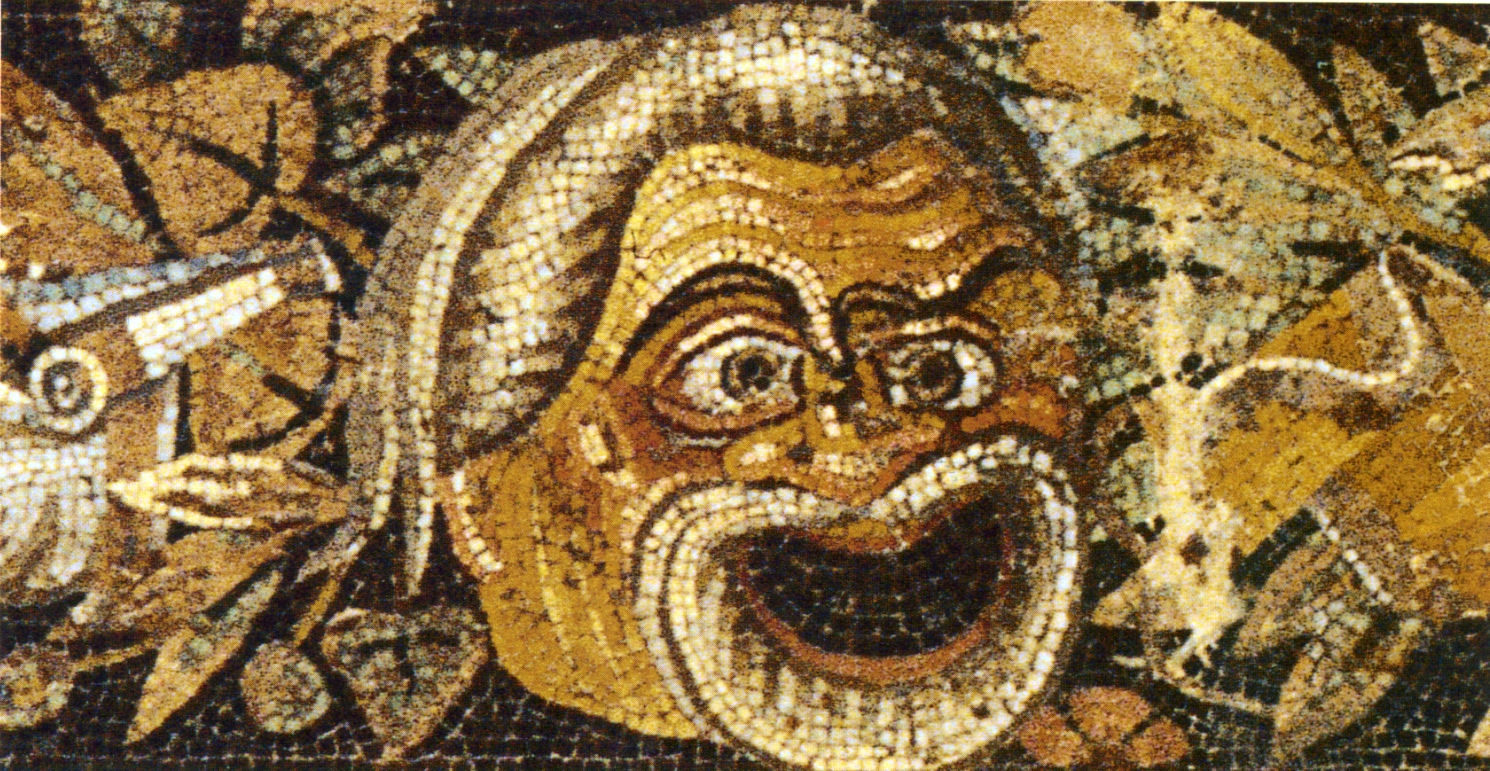
Будинок Фавна, мозаїка з театральною маскою. Помпеї
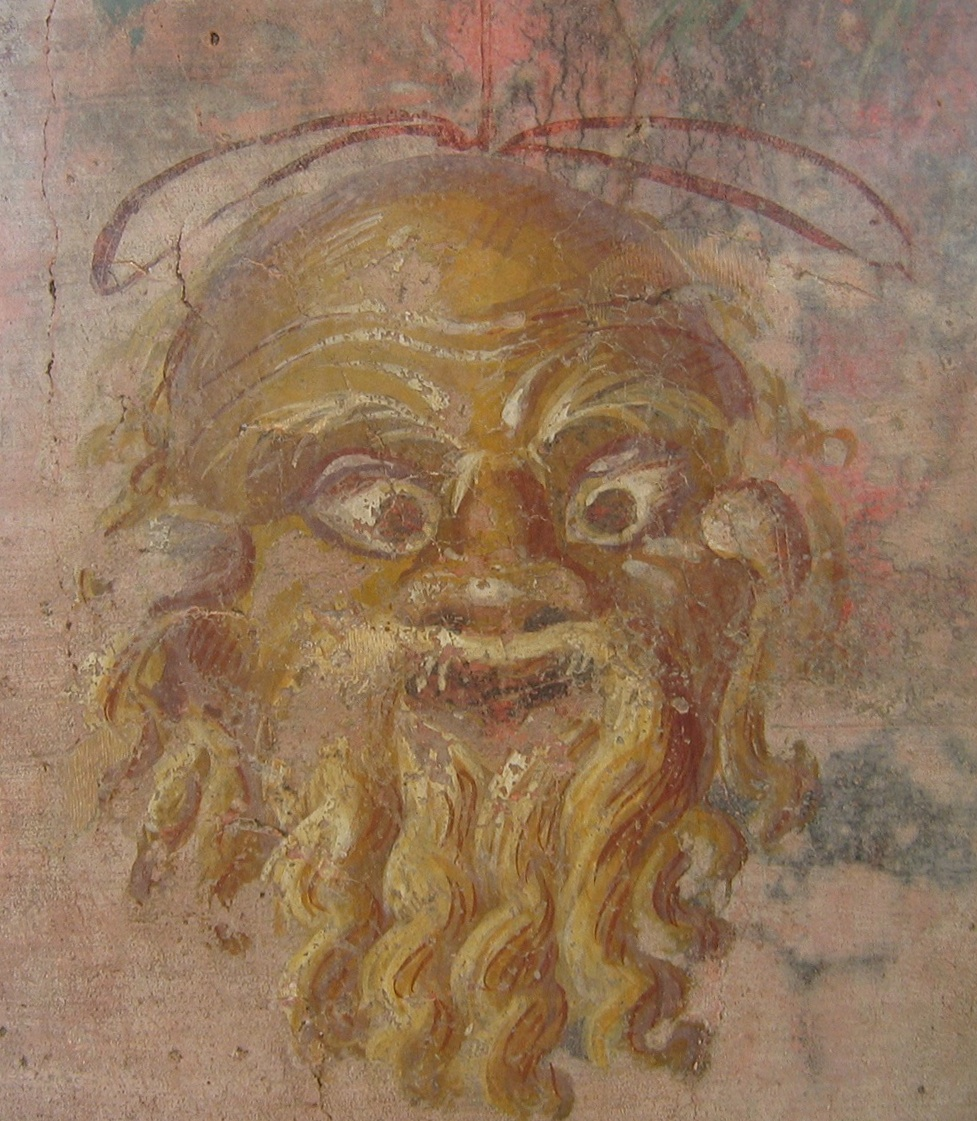
Акторська маска для комедій. Фреска з вілли в Боскореале

## Твори митця
Коли ж римській державі знадобилося якось, у зв'язку з «поганим оракулом» скласти хоровий гімн для процесії дівчат, вона звернулася також до Лівія Андроніка. Чи складав він ще якісь гімни — невідомо. Написав загалом 14 трагедій і 3 комедії, але до наших днів дійшли лише уривки таких: «Ахілл», «Егіст», «Аякс», «Герміона» та інші. Збережені фрагменти його творів для театру спонукають припускати знайомство з елліністичною літературою, центром якої була єгипетська Александрія.